# Gare de Oued El Djemaa
La gare de Oued El Djemaa, est une gare ferroviaire algérienne située sur le territoire de la commune de Oued El Djemaa, dans la wilaya de Relizane.

## Situation ferroviaire
La gare se situe sur la ligne d'Alger à Oran, où elle est précédée de la gare de Oued Sly et suivie de celle de Relizane.

## Service des voyageurs

### Desserte
La gare de Oued El Djemaa est desservie par les trains régionaux de la liaison Oran - Chlef.